# Monti di Tennen
I Monti di Tennen (in tedesco Tennengebirge) sono una sottosezione delle Alpi Settentrionali Salisburghesi. La vetta più alta è il Raucheck che raggiunge i 2.430 m s.l.m..
Si trovano in Austria (Salisburghese).

## Classificazione

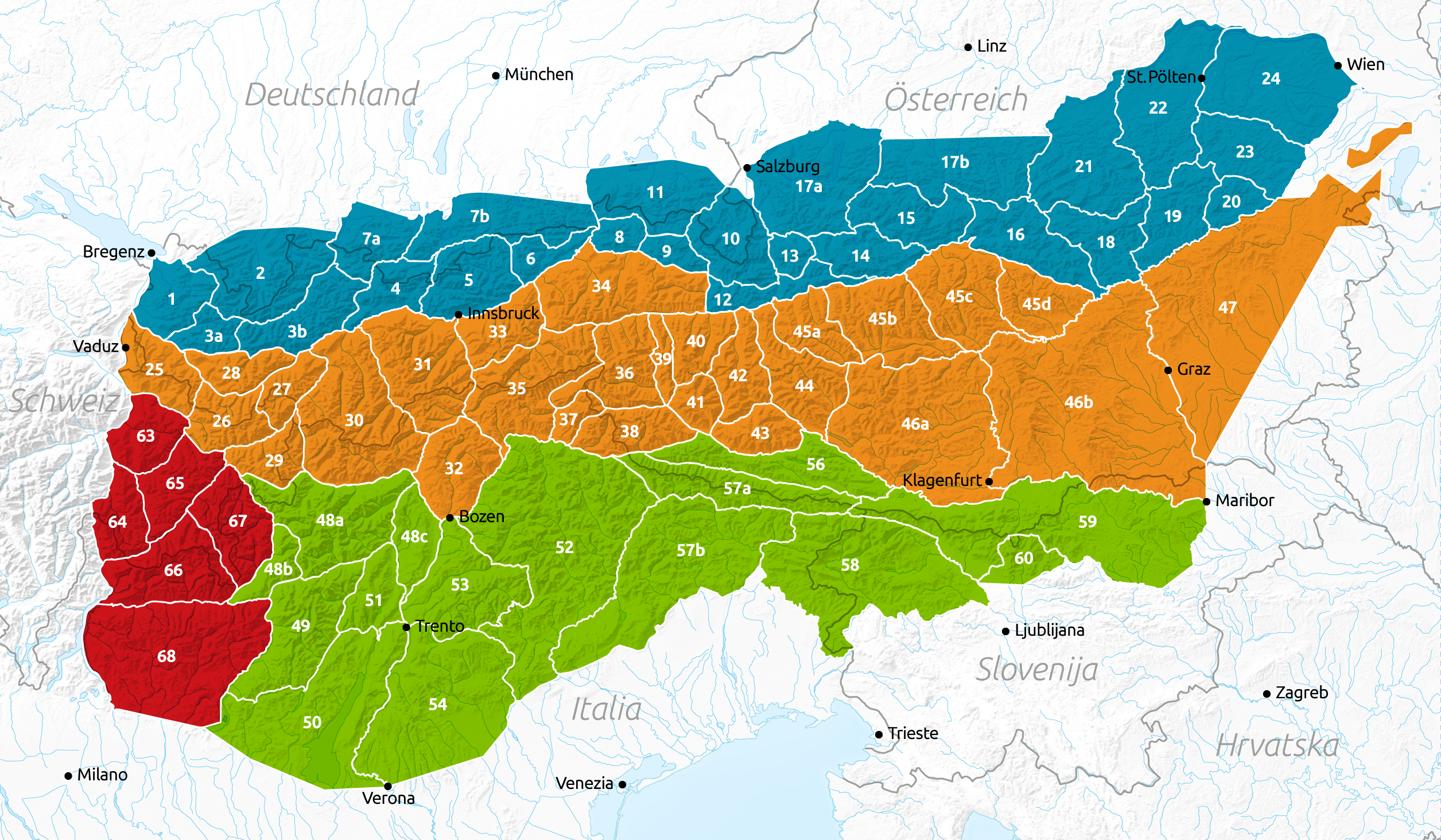
I Monti di Tennen secondo l'AVE sono individuati dal numero 13.

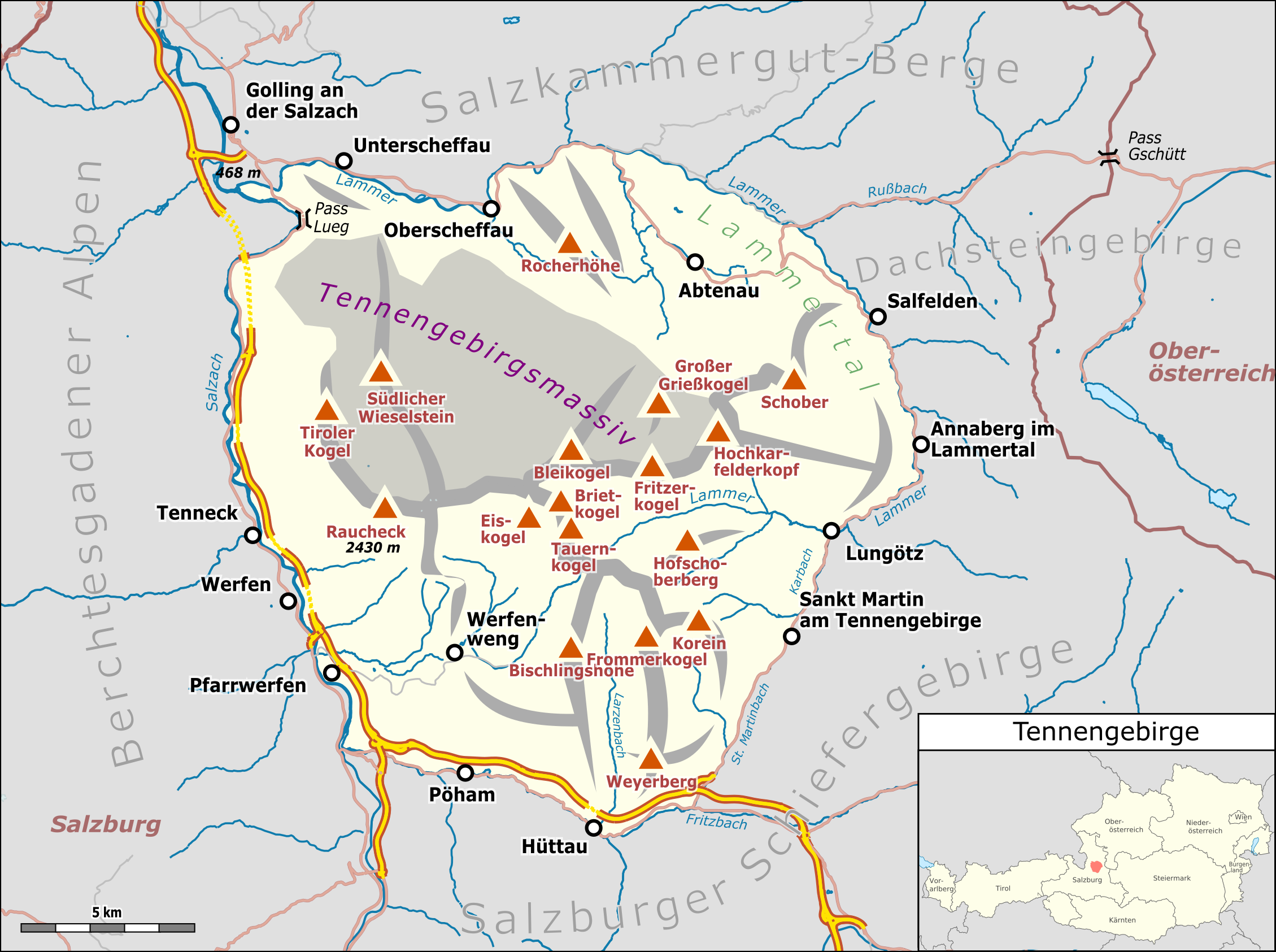
Cartina dettagliata del gruppo montuoso.

Secondo la SOIUSA i Monti di Tennen sono una sottosezione alpina con la seguente classificazione:
- Grande parte = Alpi Orientali
- Grande settore = Alpi Nord-orientali
- Sezione = Alpi Settentrionali Salisburghesi
- Sottosezione = Monti di Tennen
- Codice = II/B-24.IV

Secondo l'AVE costituiscono il gruppo n. 13 di 75 nelle Alpi Orientali.

## Delimitazioni
Confinano:
- a nord con i Monti del Salzkammergut (nelle Alpi del Salzkammergut e dell'Alta Austria) e separati dal corso del fiume Lammer;
- ad est con i Monti del Dachstein (nelle Alpi del Salzkammergut e dell'Alta Austria) e separati dal corso del fiume Lammer;
- a sud con le Alpi Scistose Salisburghesi (nella stessa sezione alpina);
- ad ovest con le Alpi di Berchtesgaden (nella stessa sezione alpina)  e separate dal corso del fiume Salzach.

## Suddivisione
Si suddividono in un supergruppo, due gruppi e tredici sottogruppi:
- Monti di Tennen (in senso ampio) (A)
  - Monti di Werfenweng (A.1)
    - Catena Frommerkogel-Korein (A.1.a)
    - Catena Bischlinghöhe-Jochriedel (A.1.b)

  - Monti di Tennen in senso stretto (A.2)
    - Catena Hochthron-Eiskogel (A.2.a)
      - Costiera dell'Eiskogel (A.2.a/a)
      - Costiera dell'Hochthron (A.2.a/b)

    - Catena dello Scheibling (A.2.b)
    - Catena del Raucheck (A.2.c)
    - Catena Hochkogel-Bäreck (A.2.d)
    - Catena Streitmandel-Wieselstein (A.2.e)
    - Catena Knallstein-Sommereck (A.2.f)
    - Catena Bleikogel-Breitstein (A.2.g)
    - Catena del Fritzkogel (A.2.h)
    - Catena Höllkarwand-Trunstein (A.2.i)
    - Sommtagsschneid (A.2.j)
    - Massiccio Strubberg-Pailwand (A.2.k)
      - Massiccio dello Strubberg (A.2.k/a)
      - Massiccio del Pailwand (A.2.k/b)

## Vette principali

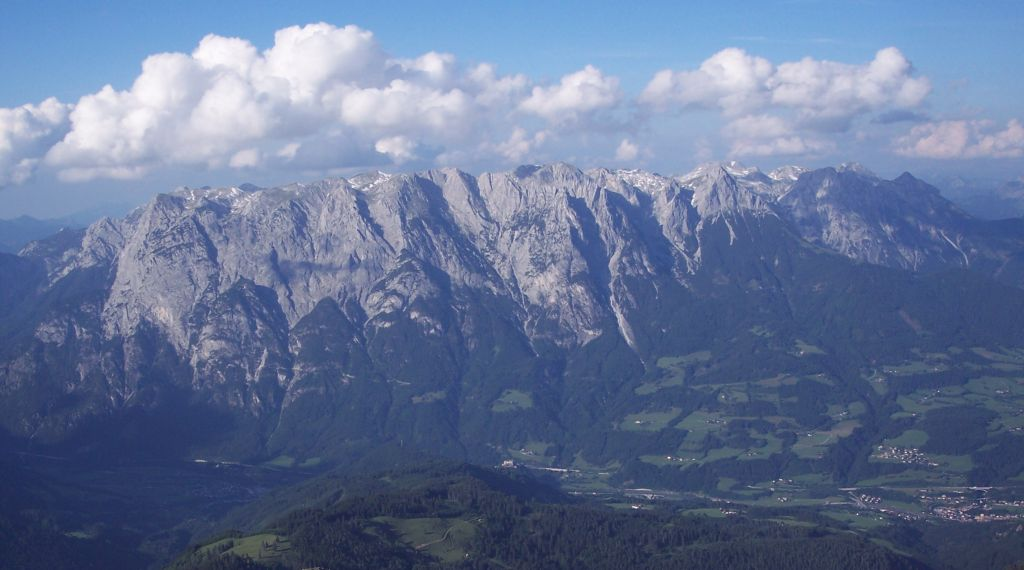
Panoramica sui Monti di Tennen.

- Raucheck, 2430 m
- Bleikogel, 2412 m
- Lehnender Stein, 2402 m
- Werfener Hochthron, 2363 m
- Fritzerkogel, 2360 m
- Streitmandl, 2360 m
- Schubbühel, 2334 m
- Tiroler Kogel, 2324 m
- Eiskogel, 2321 m
- Briefkogel, 2316 m
- Wieselstein, 2300 m

## Rifugi

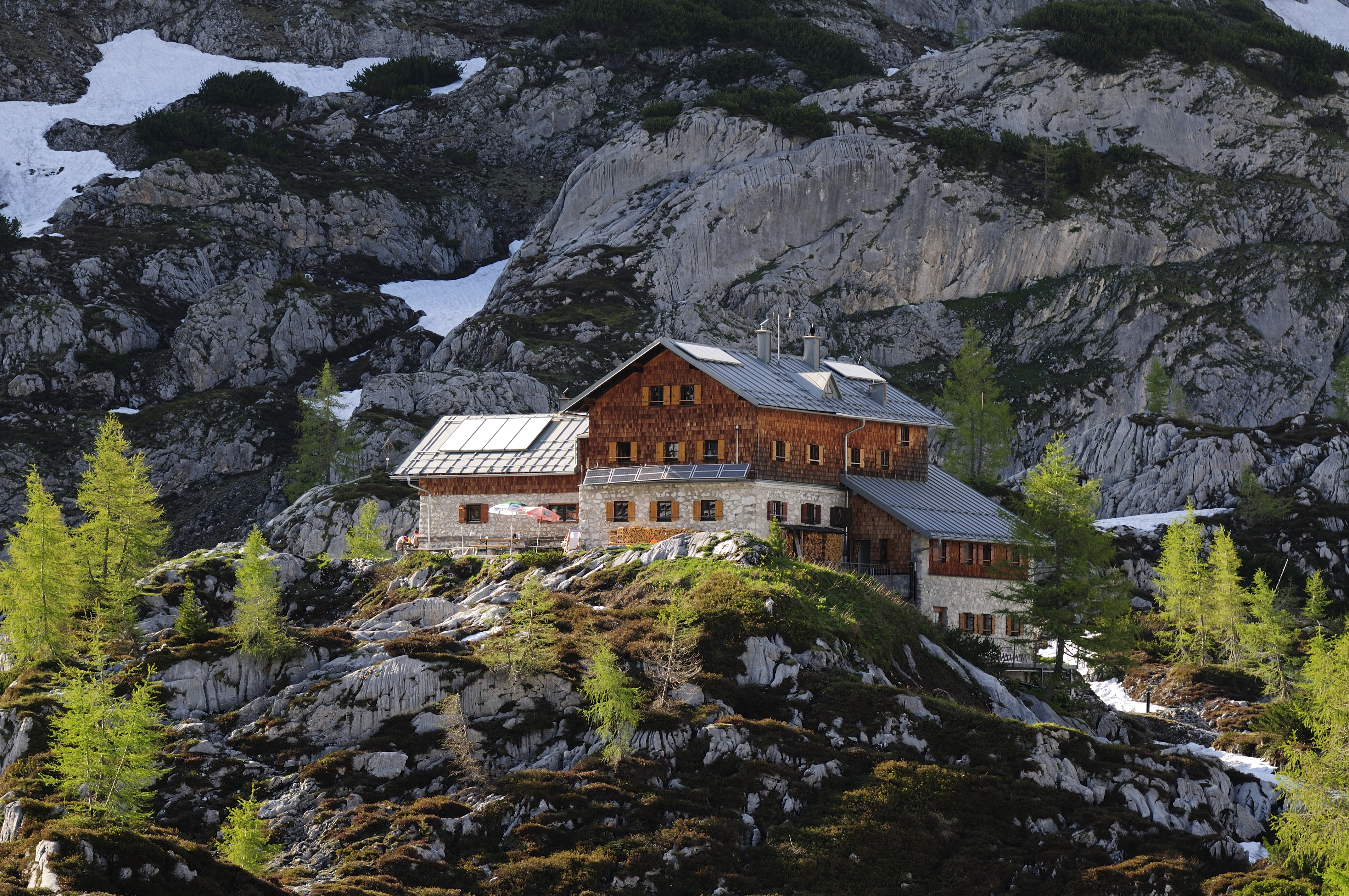
La Laufener Hütte.

Il gruppo montuoso è dotato di diversi rifugi:
- Anton-Proksch-Haus (1.590 m)
- Dr.-Friedrich-Oedl-Haus (1.575 m)
- Dr.-Heinrich-Hackel-Hütte (1.530 m)
- Edelweißerhütte (2.350 m)
- Elmaualm (1.520 m)
- Freilassinger Hütte (1.550 m)
- Gsengalmhütte (1.450 m)
- Gwechenberghütte (1.365 m)
- Laufener Hütte (1.725 m)
- Leopold-Happisch-Haus (1.925 m)
- Mahdegg-Alm (1.200 m)
- Rossberghütte (1.000 m)
- Stefan-Schatzl-Hütte (1.340 m)
- Tristlhütte (1.420 m)
- Werfener Hütte (1.970 m)